# Hypnum kushakuense
Hypnum kushakuense är en bladmossart som beskrevs av Jules Cardot 1905. Hypnum kushakuense ingår i släktet flätmossor, och familjen Hypnaceae. Inga underarter finns listade i Catalogue of Life.